# Kelet-amerikai üreginyúl
A kelet-amerikai üreginyúl (Sylvilagus transitionalis) az emlősök (Mammalia) osztályának a nyúlalakúak (Lagomorpha) rendjébe, ezen belül a nyúlfélék (Leporidae) családjába tartozó faj.

## Előfordulása
A kelet-amerikai üreginyúl előfordulási területe kizárólag, csak az Amerikai Egyesült Államok északkeleti részén található meg, az úgynevezett Új-Anglia régióban. A következő államokban lelhető fel: Connecticut, Maine, Massachusetts, New Hampshire, Rhode Island és Vermont. Az utóbbi államból meglehet, hogy kihalt. Az új-angliai államokon kívül a kelet-amerikai üreginyúl még megtalálható New York államban is.

## Megjelenése
Az állat fej-törzs hossza 36-46 centiméter, fülhossza 5-7 centiméter, farokhossza 4-6,5 centiméter és testtömege 900-1800 gramm. Bundája sárgásbarna színű. Míg a legtöbb emlős esetében a hím nagyobb a nősténynél, a kelet-amerikai üreginyúlnál éppen fordítva van, e fajnál a nőstény nagyobb, mint a hím. A kelet-amerikai üreginyúl jól fejlett hátsó lábai segítségével akár a 40 km/h sebességet is el tudja érni, és három métert is képes ugrani.

## Életmódja
Az állat általában magányosan, néha kisebb csoportokban él. Tápláléka fűfélék, levelek és kultúrnövények; télen fakéreg, gallyak és rügyek. A szabad természetben 2-3, fogságban 10 évig él.

## Szaporodása
Az ivarérettséget 5-6 hónapos korban éri el. A párzási időszak februártól szeptemberig tart. A vemhesség 26-29 napig tart, ennek végén a nőstény 3-9 kölyköt hoz a világra. Évente négyszer-ötször ellik a nőstény. Nagy szaporulata ellenére csak a kölykök mintegy 10%-a éri el az ivarérettséget.